# Ligne C du métro de Rotterdam
Pour les articles homonymes, voir Ligne C.
La ligne C du métro de Rotterdam est une ligne du réseau métropolitain de la ville néerlandaise de Rotterdam. Elle relie la station De Terp (Capelle aan den IJssel) à la station De Akkers (Spijkenisse).

## Tracé et stations

### Liste des stations
|  |   |  | Station            | Communes desservies               | Correspondances |
|  | - |  | ------------------ | --------------------------------- | --------------- |
|  | o |  | De Terp            | Capelle aan den IJssel            |                 |
|  | • |  | Capelle-Centrum    | Capelle aan den IJssel            |                 |
|  | • |  | Slotlaan           | Capelle aan den IJssel            |                 |
|  | • |  | Capelsebrug        | Rotterdam, Capelle aan den IJssel | A, B            |
|  | • |  | Kralingse Zoom     | Rotterdam                         |                 |
|  | • |  | Voorschoterlaan    | Rotterdam                         |                 |
|  | • |  | Gerdesiaweg        | Rotterdam                         |                 |
|  | • |  | Oostplein          | Rotterdam                         |                 |
|  | • |  | Blaak              | Rotterdam                         | NS              |
|  | • |  | Beurs              | Rotterdam                         | D E             |
|  | • |  | Eendrachtsplein    | Rotterdam                         |                 |
|  | • |  | Dijkzigt           | Rotterdam                         |                 |
|  | • |  | Coolhaven          | Rotterdam                         |                 |
|  | • |  | Delfshaven         | Rotterdam                         |                 |
|  | • |  | Marconiplein       | Rotterdam                         |                 |
|  | • |  | Schiedam-Centrum   | Schiedam                          | A, B, NS        |
|  | • |  | Parkweg            | Schiedam                          |                 |
|  | • |  | Troelstralaan      | Schiedam                          |                 |
|  | • |  | Vijfsluizen        | Schiedam, Flardingue              |                 |
|  | • |  | Pernis             | Rotterdam                         |                 |
|  | • |  | Tussenwater        | Rotterdam                         | D               |
|  | • |  | Hoogvliet          | Rotterdam                         |                 |
|  | • |  | Zalmplaat          | Rotterdam                         |                 |
|  | • |  | Spijkenisse-Centre | Spijkenisse                       |                 |
|  | • |  | Heemraadlaan       | Spijkenisse                       |                 |
|  | o |  | De Akkers          | Spijkenisse                       |                 |